# Вилья мисериа

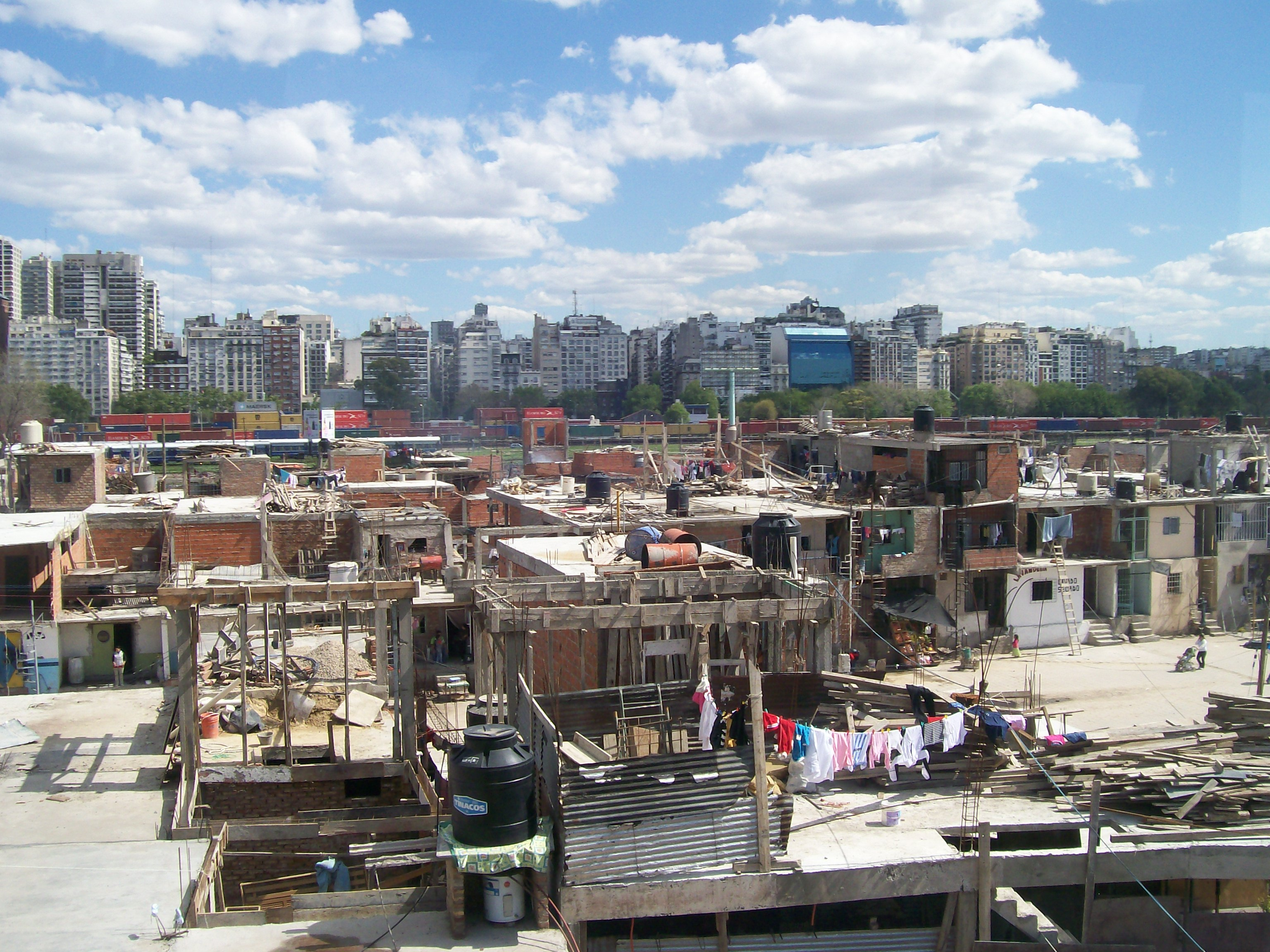
Виша 31 в столице Буэнос-Айресе.

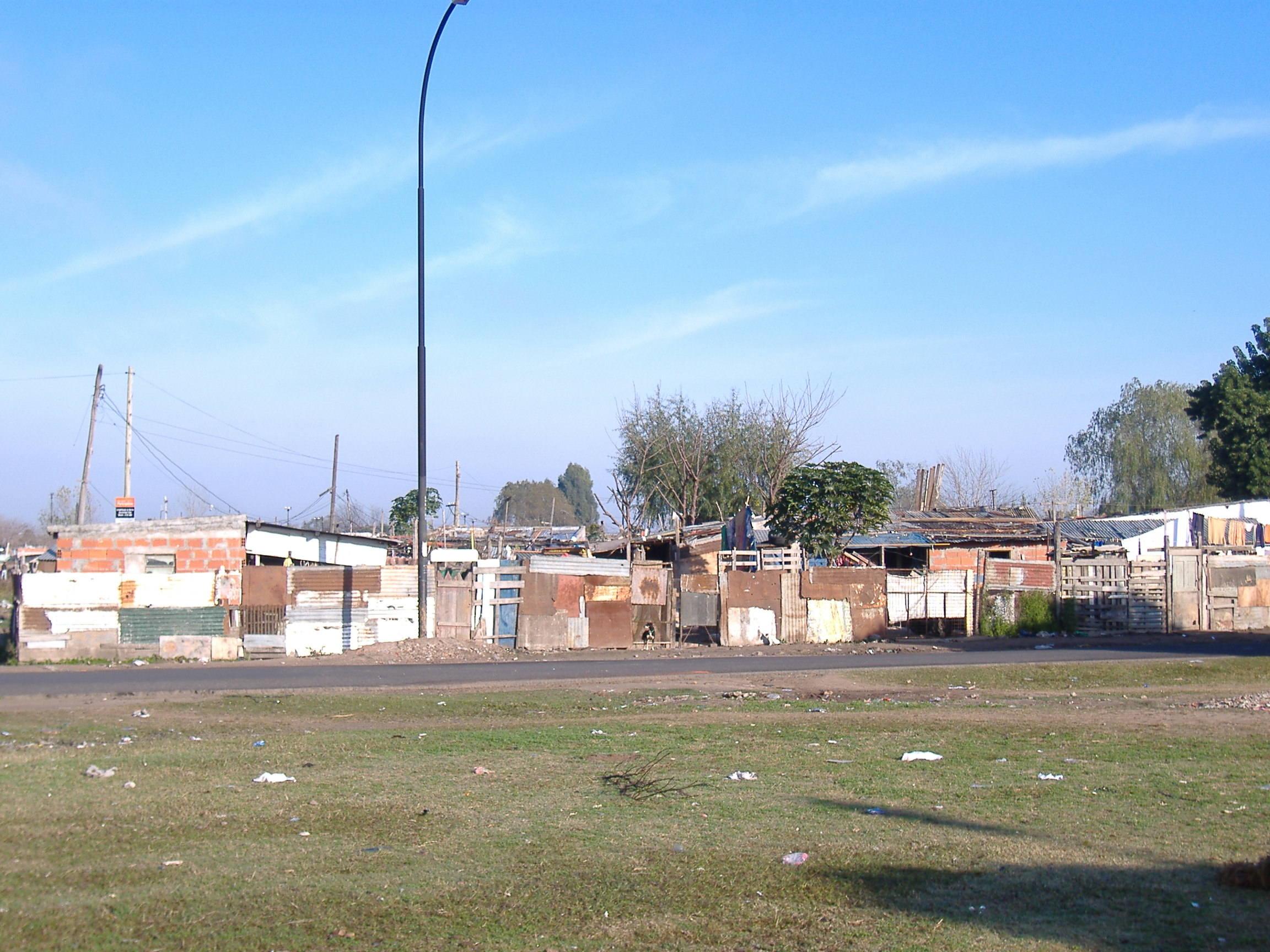
Виша мисерия в городе Росарио.

Ви́лья мисериа (исп. Villa miseria, букв. «город нищеты»; мн. ч. вильяс мисериа), виша мисерия или просто виша (villa) — общее название неформальных поселений и трущоб в Аргентине, характеризуемых высокой плотностью заселения и временностью жилищ. Название пришло из романа Бернардо Вербитски «Вилья Мисерия — тоже Америка», (исп. Villa Miseria también es América, 1957), в котором он описывает тяжёлые условия переселенцев во времена «Бесславной декады». Жителей этих поселений называют «више́ро» (исп. villero). При разных правительствах, как гражданских так и военных, власти пытались радикально решить проблему, с определённым успехом снося виши и заменяя их на жильё иного типа.
Эти поселения представляют собой сараи и хижины, сделанные из жести, дерева и других подручных материалов. Улицы в них узкие, немощёные. Санитарные условия отсутствуют, хотя водопровод бывает, хотя бы отчасти. Электроэнергия отбирается нелегально, но энергокомпании зачастую не обращают внимания.
Виши иногда состоят из небольших групп домов внутри большого города, но также бывают большие сообщества до тысячи жителей. В сельскохозяйственных районах villa miseria строятся из глины и дерева. Виши можно встретить на окраинах Буэнос-Айреса, в Росарио, Кордове, Мендосе и др.
Виши состоят из местного населения, неспособного свести концы с концами, но в большинстве здесь живут внуки и правнуки первопоселенцев. Считается, что виша населена мелкими преступниками, ворами, наркоторговцами.
В 1966 году было проведено выборочное обследование, согласно данным которого, у жителей виши Лас-Антенас — выходцев из провинции Ла-Риоха, уровень жизни был выше, чем на прежнем месте. Прежде всего, это касалось качества питания, регулярности денежных доходов, одежды. Хуже были жилищные условия — теснота, отсутствие удобств и ненадёжность жилых конструкций.
Художник Антонио Берни, проживший в таких трущобах, изобразил их в своих сериях: «Хуанито Лагуна» (исп. Juanito Laguna) и «Рамона Монтьель» (исп. Ramona Montiel).